# Podsavezna nogometna liga Tuzla 1952./53.
Podsavezna nogometna liga Tuzla, također i kao "Tuzlanska podsavezna liga" bila je liga drugog stupnja nogometnog prvenstva Jugoslavije u sezoni 1952./53. 
 Sudjelovalo je 8 klubova, a prvak je bio "Jedinstvo" iz Brčkoga. 

## Formiranje lige
- I. grupa – Sloboda (Tuzla)
- II. grupa – Proleter (Teslić)
- III. grupa – Radnik (Bijeljina)
- IV. grupa – Borac (Bosanski Šamac)
- V. grupa – Drina (Zvornik)
- Poslije kvalifikacija (3): Tekstilac (Derventa), Doboj i Jedinstvo (Brčko)

## Ljestvica
| mj. | klub               | ut. | pob. | ner. | por. | gol+ | gol- | bod |
| --- | ------------------ | --- | ---- | ---- | ---- | ---- | ---- | --- |
| 1.  | Jedinstvo Brčko    | 14  | 9    | 2    | 3    | 41   | 15   | 20  |
| 2.  | Tekstilac Derventa | 14  | 6    | 3    | 5    | 41   | 30   | 15  |
| 3.  | Doboj              | 14  | 5    | 5    | 4    | 31   | 29   | 15  |
| 4.  | Borac B. Šamac     | 14  | 7    | 1    | 6    | 26   | 27   | 15  |
| 5.  | Radnik Bijeljina   | 14  | 6    | 3    | 5    | 29   | 35   | 15  |
| 6.  | Proleter Teslić    | 14  | 6    | 2    | 6    | 26   | 28   | 14  |
| 7.  | Sloboda Tuzla      | 14  | 5    | 2    | 7    | 31   | 26   | 12  |
| 8.  | Drina Zvornik      | 14  | 2    | 2    | 10   | 12   | 45   | 6   |

- Viši rang:
  - Jedinstvo (Brčko) je igralo u kvalifikacijama za republičkog prvaka – nije uspio
  - Jedinstvo (Brčko), Tekstilac (Derventa) i Doboj su se plasirali u obnovljenu jedinstvenu republičku ligu

- Ispali:
  - Niko.
  - Proleter (Teslić) i Sloboda (Tuzla) igrali u kvalifikacijama za ulazak/opstanak u ligi i uspjeli
  - Drina (Zvornik), naknadno, zbog proširenja lige i bez kvalifikacija ostala

- Novi članovi:
  - Budućnost (Banovići) i 1. maj (Bosanski Brod) – direktno
  - Radnički (Lukavac) i Hajduk (Orašje) – poslije kvalifikacija
  - Lokomotiva (Brčko) poslije dodatnih kvalifikacija

- Napomena:
  - Za narednu sezonu liga je proširena na 10 klubova

## Završnica Republičkog prvenstva
| mj.     | klub             | ut. | pob. | ner. | por. | gol+ | gol- | bod |
| ------- | ---------------- | --- | ---- | ---- | ---- | ---- | ---- | --- |
| 1.      | Borac Banja Luka | 6   | 3    | 3    | 0    | 15   | 6    | 9   |
| 2.      | Željezničar      | 6   | 2    | 3    | 1    | 17   | 8    | 7   |
| 3.      | Jedinstvo Brčko  | 6   | 3    | 1    | 2    | 12   | 15   | 7   |
| 4.      | Leotar Trebinje  | 6   | 0    | 1    | 5    | 7    | 22   | 1   |
| Izvori: |                  |     |      |      |      |      |      |     |

- Borac (Banja Luka) je sudjelovao u kvalifikacijama za popunu Prve savezne lige – nije uspio. Kvalificirao se u obnovljenu Drugu saveznu ligu.
- Željezničar (Sarajevo) je igrao u kvalifikacijama za popunu Druge savezne lige – uspio.